# Lei de interpretação autêntica
A Lei n.º 26.657, conhecida como Lei da Interpretação Autêntica (em castelhano:  Ley de interpretación auténtica), foi uma lei aprovada pelo Congresso da República durante o segundo governo de Alberto Fujimori que autorizou o chefe de Estado a concorrer pela terceira vez consecutiva à presidência do Peru.

## Antecedentes
Em 1996, um ano após ser reeleito nas eleições gerais de 1995, o presidente Alberto Fujimori iniciou manobras políticas para se apresentar pela terceira vez consecutiva como candidato à presidência da República, desencadeando a controvérsia em torno da interpretação da Constituição de 1993, promulgada pelo Congresso Constituinte Democrático após o autogolpe de 1992. O artigo 112 da Carta Magna permitia que o presidente se reapresentasse nas eleições apenas por um período consecutivo.
Artigo 112º. O mandato presidencial é de cinco anos. O Presidente pode ser reeleito imediatamente para um mandato adicional. Transcorrido outro mandato constitucional, no mínimo, o ex-presidente poderá se candidatar novamente, sujeito às mesmas condições.— Constituição Política do Peru de 1993

## Projeto de lei e aprovação
Essa circunstância constitucional impedia Fujimori de concorrer a uma terceira candidatura imediata para as eleições gerais de 2000. Para superar o obstáculo, Carlos Torres y Torres Lara, presidente da Comissão Constitucional do Congresso, juntamente com outros parlamentares da bancada fujimorista apresentaram o projeto de lei para a interpretação autêntica do artigo 112.
Argumentou-se que, embora o referido artigo constitucional indicasse que o presidente só poderia ser reeleito por um período imediato ou após o decurso de outro mandato constitucional, a eleição de Fujimori na votação de 1990 não poderia ser considerada por ser anterior à promulgação e vigência da Constituição de 1993. Nesse sentido, argumentou-se que o presidente havia se apresentado como candidato apenas uma vez (em 1995), por isso estava habilitado para uma segunda postulação no ano de 2000.
O texto do projeto de lei era o seguinte:
Artigo Único.- Interpreta-se de modo autêntico, que a reeleição a que se refere o artigo 112 da Constituição, é referida e condicionada aos mandatos presidenciais iniciados após a data de promulgação do referido texto constitucional. Consequentemente, pode-se interpretar autenticamente que, no cômputo, não são considerados retroativamente os mandatos presidenciais iniciados antes da vigência da Constituição.— Lei N.º 26657
O Congresso, com maioria governista, aprovou a lei em 23 de agosto de 1996.

## Críticas e consequências
Por outro lado, setores críticos da lei observaram que, exatamente como argumentavam os idealizadores da lei, o mandato de Fujimori, iniciado em 1990, ocorreu durante a vigência da Constituição de 1979, que não permitia uma reeleição imediata. Portanto, seu segundo mandato só poderia ser justificado assumindo que a Constituição de 1993 (que permitia dois mandatos consecutivos) se aplicasse ao mandato presidencial iniciado em 1990.
O Tribunal Constitucional, dividido por esta controvérsia, procurou pronunciar-se sobre a constitucionalidade desta lei. Em janeiro de 1997, o Tribunal finalmente declarou a lei inaplicável.
Este fato motivou o Congresso da República, de maioria fujimorista, a destituir os magistrados Manuel Aguirre Roca, Guillermo Rey Terry e Delia Revoredo Marsano, acabando com qualquer resquício de independência do sistema judiciário peruano. Essas circunstâncias determinaram o início de protestos estudantis, sindicais e dos numerosos grupos da sociedade civil.